# 中華連邦主義
中華連邦主義（ちゅうかれんぽうしゅぎ、簡体字中国語: 中华联邦主义、繁体字中国語: 中華聯邦主義、拼音: Zhōnghuá liánbāng zhǔyì）または中国連邦主義（ちゅうごくれんぽうしゅぎ、簡体字中国語: 中国联邦主义、繁体字中国語: 中國聯邦主義、拼音: Zhōngguó liánbāng zhǔyì）とは、中国を連邦主義国家にしようとする政治改革案。
主な目的としては、中国統一を実現しながら、中国本土の政治体制を現在の人民民主独裁からロシア、アメリカ、ドイツのような連邦民主主義国家へ改革することとされている。
この思想が初めて登場したのは中華民国初期で、主に軍閥問題に対する解決策として提示された。
一部の有識者は、中国の連邦体制導入は国家の統一を維持しながら、地方自治の導入を実現できると考えている。
連邦制国家の名称は、大中華連邦共和国、中華連邦、中華連合共和国、中華連邦共和国、中華民主共和国等が提案されている。

## 歴史

### 辛亥革命時期
辛亥革命が勃発した際、計14省が清からの独立を宣言したが、この段階においては将来の中国の体制については何も考えられていなかった。張百麟と任可澄は共同で新国家「大漢連邦民主共和国」設立を宣言した。
新国家の名称に関しては、孫文が提案した「中華民国」が採用されるものの、英訳に関しては統一されておらず、陳其美率いる滬軍都督府は一時的に「United Provinces of China（中華連合省）」を使用していた。

### 連省自治

#### 袁世凱政権
1912年1月1日、孫文は「臨時大総統宣言」において、省の自治問題について次のように述べている。
「国家の幅は広く、各省固有の個性がある。これまで清朝は、中央集権法の行使を強行し、憲法を軽視した。今や各省は連合し、相互自治が行われ、行政は中央政府と省との調整に当たることを大綱の条文に掲げる。これが内治の統一である。」
1919年、梁啓超は「解放と改革」の中で、
1. 人民は旧式の代議政治は中国に不向きであると確信し、故に国民の自己決定の最終権は、常に法律で保障することを主張する。
2. 人民は、国家組織は地域に基づいていると確信し、故に統一に必要な時まで中央の権限を制限する事を主張する。
3. 人民は、各省、各県および各市に至るまで、地方自治の基本法が自動的に制定しされると確信し、国家はそれを承認し、維持していかなければならないことを主張する。

と述べ、「連省自治」を提唱した。

#### 軍閥割拠時代
1920年、北京に各省区自治連合会と自治運動同志会という2つの連合組織が誕生した。また天津には五省一区自治運動が、上海には滬自治連盟連合会が設立された。
1921年に湖南省は最初の「湖南省憲法草案」を公開し、浙江省、雲南省、四川省、広東省の各省も省憲法を制定、湖北省、広西省、福建省、陝西省、山西省、貴州省、江西省、江蘇省なども憲法上の自治権を積極的に議論した。章炳麟はこの連邦主義の運動を「連省自治」と呼称した。
連省自治運動の推進者は熊希齢であり、湖南督軍の譚延闓が最初に呼応した。
1920年7月22日、譚延闓は「政府の国民返還」と「湖南人の自治」、「国民感情に応じる」省長公選制と湖南省を実現を唱えた。これに対して浙江省の盧永祥、広東派の陳炯明なども呼応した。
10月には章炳麟が長沙に招待され、譚延闓が実行する連省自治の奨励を行った。
11月2日、譚延闓は、連省自治を提案した。これはそれまで提唱されていた「一省自治」よりも進歩したものだった。
11月9日には、章炳麟は北京の「益世報」において「もし連省自治の政府ならば」という投稿を発表して支持を表明した。
1922年1月、「湖南省憲法」が公布され、四川派、雲南派、貴州派、広東派、旧広西派・新広西派、安徽派や奉天派などの地方軍閥がこの流れに呼応した。
1922年9月、 胡適は「自治省の下で統一された連邦国家の設立」を提唱し、張東蓀、丁世澤、潘力山、等がこの連邦制を支持した。
孫文は「連省自治では民主主義を促進できない」と考え、県ごとの地方自治実施する分権制を主張した。そして連邦制の採用は、国家の崩壊につながると主張し、連省自治に反対した。
1922年夏、孫文は韶関市に北伐大本営を設置し、連合軍を結成して江西省を攻撃、中国統一に乗り出した。広東派の陳炯明は「北伐停止」と「省憲法制定の優先」を主張し、両者は激しく対立した。
やがて広州に戻ると、1922年6月16日、陳炯明は観音山の総統府を砲撃、六・一六事変が勃発した。孫文は蔣介石、陳策などに護衛され砲艦永豊で広州を脱出、上海に逃れた。
1926年、孫文の後継者となった蔣介石が北伐を継続して湖南省に侵攻、易幟が発生したことで中華民国は国民政府に統一され、連省自治の主張は下火となった。

### 中国共産党初期の主張

中華ソビエト共和国西北連邦の国旗

1922年7月、中国共産党は中国共産党第二次全国代表大会において、統一中国本部、モンゴル、チベット、ウイグルに自由連邦制の中華連邦共和国を設立することを提案した。更に中国の少数民族は民族自決権を有し、独立できると主張していた。
1935年5月30日、中国工農紅軍第四方面軍の張国燾は四川省茂県において、中華ソビエト共和国西北連邦を同年10月に設立した。
また1936年5月5日、グレドシャ共和国（首都：西康省宥和市 、現・四川省アバ・チベット族チャン族自治州金川県）とボバ人民共和国（首都：西康省甘孜県、現・四川省甘孜県）が設立され、両政権で中華ソビエト共和国西北連邦を構成した。

### 国共会談期間
共産党は1945年から1946年末までの国共会談期間中、将来の中華民国憲法に連邦制を採用を主張し、
1. 省憲法を制定できるよう明確に規定すること。
2. 中華民国総統は省議会から選出を行うこと。

の2点を要求した。
国共内戦勃発後、中国国民党が主催する「中華民国憲法」に省県自治が規定され、各省で自治法を実施可能となったが、連邦制の採用はされなかった。
1947年初め、中国共産党中央書記処事務局長だった周恩来は延安で、現在の憲法は地方自治を制限しており、独裁的だと非難した。

#### 内モンゴル自治政府

内モンゴル自治政府の政府旗

1947年、中国北東部で成立した内モンゴル自治政府は、連邦制度の下で自治実現を目指した。
1947年10月の内蒙自治報の記事では、次のように述べられている。
| 「 | 内モンゴルの革命は三段階に分けられる。最初は自治運動の段階で、自治政府が設立される前、次は内モンゴル自治政府設立の段階、最後は将来の「自由な連邦」の段階である。...内モンゴルの人々が同意すれば、漢民族および他の少数民族の連合である「中華連邦共和国」に基づいて、中央政府を形成できる。 | 」 |

また自治政府の「政府網領」の規定の中でも、次のように記載されている：
| 「 | 内モンゴル自治政府は、内モンゴル全てのモンゴル民族によって内モンゴルの高度な自治を実行する民主的な政府である。中国の自治区は中華民国の一部であり、内モンゴル自治政府はモンゴル人民の土地所有権を完全に保護し、牧草地を保護しています。...漢人とモンゴル人の土地関係を合理的に解決、賃料の減額、増資、相互扶助活動を実施し、人民の経済生活を改善する。また独自の土地政策と独立通貨を発行する権利を有する。。 | 」 |

内モンゴル自治政府設立前、ウランフは地方憲法、郷土防衛隊、国家正規軍の中に少数民族などで構成された軍団を組織する権利を有した。
自治政府は高度な自治を実行するため、次の指標を掲げた。
1. 土地の所有権を有する。モンゴル自治政府政策綱領では「モンゴル国土の完全性が保護され、牧草地を保護し、自治地域の他民族地の既存権利を保護する。」と明確に規定されている。モンゴル人は土地を私有化せず、貴族及び平民の共有であり、綱領には「総有権（土地は公有や国有ではなく、モンゴル民族全体で所有する）」という用語が登場する。
2. 自治地方軍隊を有し、部隊名は「内モンゴル人民自衛軍」とする。 「綱領」には次のように規定された。「内モンゴル人民自衛軍を発展させ、人民自衛軍は国民に忠誠心を持ち、国民に忠誠心を持ち、政府を支援しなければなならない...」
3. 政府旗を有する。自治政府は独自の旗を掲げた。政府旗は赤、青、赤の横3色で構成され、青の中央には十字の鍬と鞭があり、その上に紅の星がデザインされている。鍬はモンゴルの農民（他民族の農民を含む）を表し、鞭はモンゴルの遊牧民を表す。赤は革命を、青はモンゴル人を象徴している。紅の星は内モンゴル人民革命党を前身とする内モンゴル共産党作業委員会を表している。

### 中華人民共和国時代
1949年の中華人民共和国設立後、中国本土は単一国家の政体を採用した。
中国共産党はそれまで自身が提唱していた民族地区の連邦制に反対して民族区域自治を実施、ダライ・ラマ14世のチベット自治計画は国家分裂を企んでいたと主張した。
香港とマカオの返還、さらに台湾の帰属問題が浮上すると、特別行政区を設置する一国二制度を解決策として提示した。
1983年、鄧小平主任が楊力宇と会談した際、台湾問題に関する彼の主張は、鄧六条と一国二制度にまとめられていた。
鄧小平の「一国二制度」は連邦システムに由来すると非難されて以降、連邦制や統一のために中華人民共和国の国号変更議論は公式にはされていない。
中国連邦主義の議論は文民レベルのみで、政府公式の見解は出ていないが、中国当局者は長年に渡る台湾問題の解決策として「どんな議題でも、一つの中国の原則の下で議論できる」という見解を提示している。
2002年に江沢民総書記は、3つの可能談を提言した。2012年には、国務院台湾事務弁公室広報官范麗青は、「1つの中国を堅持する限り、台湾問題について議論することができる。」と回答したが、統一に向けての公式議論はほぼ行われていない。
2009年12月25日、北京第一中級人民法院は反体制派の国家転覆を扇動したとして、劉暁波に有期刑11年、更に2年間政治権利剥奪を言い渡した。一審の判決文で劉暁波の零八憲章の中に多数の国家転覆の扇動の意図が見られ、特に「民主的な憲法の枠組みの中で中華連邦共和国を設立」という部分を非難した。

## 現代の連邦制構想

### 中華連邦共和国

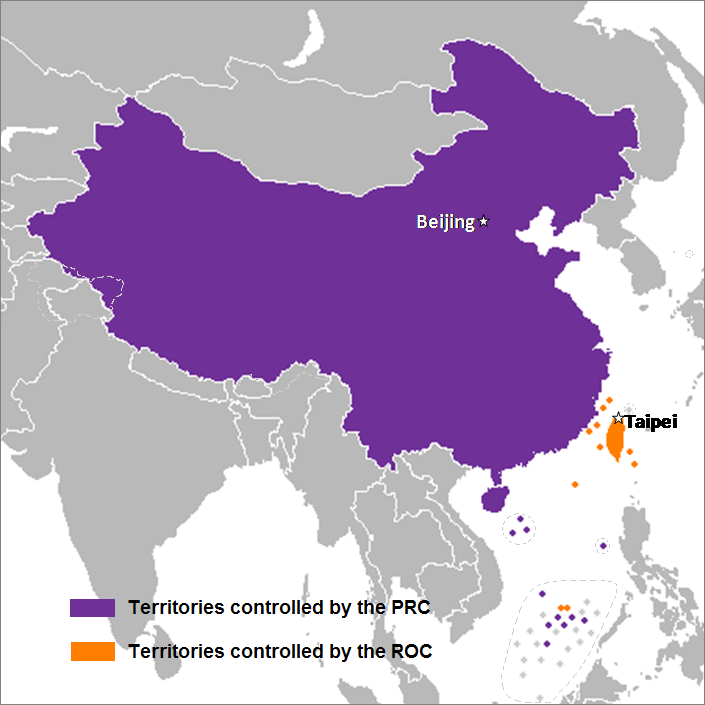
PRC（紫）およびROC（オレンジ）実際の管轄区域。
中華人民共和国が中国本土、香港、マカオを支配、中華民国が台湾支配している。島は実際の大きさではなく、識別しやすくマークされている。

中華連邦共和国は、中国共産党第二次全国代表大会における「自由な連邦主義の下、統一中国本部、モンゴル、チベット、回疆で構成される中華連邦共和国の建国」で初めて提唱された。
中国共産党第七次全国代表大会においては、「国民の闘争との自由連想の革命的な階級連盟の独立、自由、民主主義、統一と繁栄は新しい民主主義連邦共和国の樹立」が改めて表明された。
1991年3月1日、台湾立法委員の朱高正は、「中華社会民主党」を設立し、中華連邦共和国の設立と責任内閣制実施を提唱した。
1994年、中国本土から亡命した嚴家其などは、「中華連邦共和国憲法（草案）」を発表した。
1998年2月、 中国民主化運動支持者の一部は「中国民主主義正義党」を組織し、大中華連邦共和国の建国を提唱した。
2008年、中国の反体制派劉暁波は零八憲章 「民主主義的な憲法下での中国連邦共和国の設立」を主張した。
| 「 | 18、連邦共和：平等・公正の態度で（中国周辺）地域の平和と発展の維持に参加し、責任ある大国のイメージを作る。香港・マカオの自由制度を維持する。自由民主の前提のもとに、平等な協議と相互協力により海峡両岸の和解案を追求する。大きな知恵で各民族の共同の繁栄が可能な道と制度設計を探求し、立憲民主制の枠組みの下で中華連邦共和国を樹立する。 | 」 |

### 中華連合共和国

中華連合共和国がモデルとしているタンザニアの行政区画

この名称は「United Republic of China」に由来し、中華民国国防部元副代表林中斌によって提唱された。2004年発表時においては、詳細な部分までは説明されなかったものの、タンザニアをモデルとしているものとされた。タンザニアは東アフリカ大陸部のタンガニーカと、インド洋島嶼部のザンジバルから構成され、ザンジバルは中央政府から強い自治権を確保したザンジバル革命政府によって統治されている。この方式を採用することで、両政権に平等な新国家を形成することが可能と主張されている。
2011年1月、オーストラリア・シドニーの南天寺で「南天会談」が開催された。北京大学国際関係学部国際政治学部長の李義虎は、タンザニアとタンガニーカの「1つの国、2つの憲法」の関係について、「1つの中国、2つの憲法」成立の参考となると言及した。
2011年2月、香港の「中国評論」は、吉林大学哲学科の修士課程学生の王貞威の論文を掲載し、タンザニア式の実現可能性を議論した。

## 現在の連邦制構想

### 中華国連
中華国連は1982年、後に台湾立法委員となる張旭成によって提案された。彼は、中華国連内で両政権を併存させ、経済や外交関係を確立させられると主張した。この構想の特徴は「中華国連」の名の下、両政府が独立した主権を持ち、中華国連への参加や離脱に法的制約が存在しない点である。
1996年、元司法院長林洋港が上海で海協会会長汪道涵と会談した。汪道涵は「将来の統一の暁には、台湾が自治邦（dominion、free state）の地位となるだろう。」と述べた。一方の林洋港は「合意の下で、台湾と中国本土は同等の地位を有する相互に自立地域となり、内政や外交において相互に従属しない。中国の名のもとに統一され、中華国連を構成し、中国国家主席が中華国連の元首となる。」と言及した。

### 中華邦連
台湾立法委員の費希平は1984年10月12日、「大中国邦連」を提唱した。この構想の特徴は次の3点にある。
1. 各省は独自の内政、外交、国防を行い、各省より上位の権力機構は設けない。
2. 邦連の形成と修正は、各省の承認を必要とする。
3. 各省は邦連から脱退する権利を持つ。

また費希平は次のようにも述べている。
- 台湾と中国本土は中華邦連の下で平和的に競争し、国民投票で中国統一問題を解決する。これは、「三民主義で中国を統一」する最良の方法である[30]。

1998年、彭明は北京において「中国発展連合会」を設立、平和的な中国統一を目的として「中華連邦」を提唱した。
2001年、中国国民党主席の連戦は国民党16大政綱草案において、再度「連邦制」での中国統一を提案した。
学術分野での動きとして、朝陽科学技術大学の廖顯謨が2001年6月、朝陽学報第6号「理想主義と現実主義の妥協」において、両政権の合意で統一を行う「大中華連邦」構想を発表した。
2003年、石齊平は大前研一の「中華連邦」 第4章を研究後、論評記事で発表した。論文では「中華連邦」は短期的な実現の可能性はほぼ無く、議論の余地があると主張している。

### 中華連盟
この名前は周陽山の「統合理論の選択」で提唱されている。初期のソビエト連邦や欧州連合の理想を基に、「1つの主権、両岸の共有」と「1つの中国、多元体制」を原則としている。各省と民族自治区、国防と外交権を中央政府が掌握する香港とマカオ特別区、そして国防と外交権を保持する台湾の「四重同盟」を成立させるとしている。

### 華夏共同体
この「華夏」の名称は秦王朝以前の古代中国の文化用語に由来する。
オクラホマ大学の王蒼黎が、清華大学や北京大学の客員研究員であった2002年に、漢字文化圏を基礎とする「華夏共同体」の設立を提案した。
手順としては、
1. 台湾と中国本土の統一を実現
2. 中国本土、台湾、香港、マカオで自由貿易と統一通貨を実現
3. 中国本土、台湾、香港、マカオ、シンガポール、ベトナム、韓国、北朝鮮、日本、モンゴルの計10ヵ国と地域において、自由貿易と統一通貨圏を成立させる

というものとなっている。

### 中華連邦
この名称は日本の経営者の大前研一が、2003年の著書「中華連邦論」で提唱したもの。
この連邦は経済と文化的な統合に基づいており、政治的な対立は曖昧にされている。英訳としては「United States of Chunghwa」または「Commonwealth of Chunghwa」が提案されている。
この概念は経済と文化の共通性に焦点を合わせており、シンガポール、日本、韓国等の国家を統合する可能性を排除していない。「ミスター円」こと榊原英資が言及した「東アジア漢字経済圏」も、これに分類される。

### 華夏邦連
この名前は香港の学者陳雲根によって提案された。中国本土、台湾、香港、マカオだけでなく、日本、韓国、北朝鮮、ベトナム、シンガポール、琉球諸島等の中国文化圏、さらには東南アジア諸国が「華夏邦連」という連邦を結成するというものである。

## 批判的な意見
軍閥時代に孫文は、連省自治の実行と南北政府による平和的統一を主張した陳炯明に敗北した。その後に彼は「中国はアメリカとは異なる歴史と発展しているため、アメリカの連邦制度を導入することは困難である。」と主張した。彼の著書「三民主義」では次のように述べられている。
| 「 | 連邦制の考えは元々統一されていた中国を、100年前のアメリカのように、20以上の地域に分割し、再度統一するようなものであり、大きな間違いである。ただ、アメリカは世界の中でも豊かで力強い国になった。中国は豊かで力強いアメリカの連邦制を学ばなくてはならない。欧米人が市民権のために戦うのではなく、自由と平等のために戦うのと同じである。我々中国人は欧米人のスローガンを学び、自由と平等のために戦う革命に備えなければならない。 ...我々のいる東アジアにおいて、適切に「連邦」という言葉を使用するなら、中国と日本が連合するか、中国と安南、ミャンマー、インド、ペルシャ、アフガニスタンを統一国家とするくらいでなくてはならない。これらの国々はまだ統一されていないが、現時点でヨーロッパに抵抗できるほどアジアが強く繁栄し、大きな国家に統一されることは理にかなっている。内地十八省と東三省、特別区に関しては清朝で統一された。我々は清朝を倒して今日の共和国を成立させ、この領土を継承した。 | 」 |

孫文は、この考えにしたがって軍閥が割拠する中国の統一を望み、連ソ容共・扶助工農を主張した。